# Công quốc Anhalt
Công quốc Anhalt (tiếng Đức: Herzogtum Anhalt) là một công quốc lịch sử của Đức. Lãnh thổ công quốc này nằm giữa dãy núi Harz ở phía tây và sông Elbe và xa hơn nữa là tới Fläming Heath ở phía đông. Lãnh thổ này từng được cai trị bởi nhà Ascania và nay là một phần của bang Sachsen-Anhalt.

## Lịch sử
Tiền thân của Công quốc Anhalt là Thân vương quốc Anhalt, một bang quốc của Đế quốc La Mã Thần thánh.

### Công tước xứ Anhalt
Vào thế kỷ IX, phần lớn lãnh địa Anhalt là một phần của Công quốc Sachsen. Đến thế kỷ XII, Anhalt nằm dưới sự cai trị của Bá tước Albrecht Gấu, phiên hầu xứ Brandenburg. Albrecht Gấu là hậu duệ của Bá tước Albrecht xứ Ballenstedt, người có con trai là Esico, dường như là người đầu tiên mang danh hiệu bá tước Anhalt. Cháu trai của Esico, Otto Giàu có, bá tước xứ Ballenstedt, là cha của Albrecht Gấu, người đã hợp nhất lãnh địa Anhalt với phiên địa Brandenburg. Khi Albrecht Gấu qua đời vào năm 1170, con trai ông là Bernard, người nhận danh hiệu công tước xứ Sachsen vào năm 1180, trở thành bá tước xứ Anhalt. Bernard qua đời năm 1212, và Anhalt, tách khỏi Sachsen, truyền lại cho con trai ông là Heinrich I, người vào năm 1218 đã lấy tước hiệu vương công và là người sáng lập thực sự của gia tộc Anhalt. 

### Vương công Anhalt
Trong 600 năm tiếp theo, lãnh địa Anhalt đã diễn ra nhiều sự chia cắt, khi các nhánh thứ được phân chia lãnh địa thừa kế và thành lập dòng nhánh riêng. Những phân chia này bao gồm:
- Anhalt-Bernburg 1252–1468, 1603–1863
- Anhalt-Dessau 1396–1561, 1603–1863
- Anhalt-Köthen 1396–1562, 1603–1853
- Anhalt-Plötzkau 1544–1553, 1603–1665
- Anhalt-Zerbst 1252–1396, 1544–1796

### Công quốc thế kỷ 19
Năm 1806, Napoléon nâng các bang quốc Anhalt-Bernburg, Anhalt-Dessau và Anhalt-Köthen lên thành địa vị công quốc (các lãnh địa Anhalt-Plötzkau và Anhalt-Zerbst đã không còn tồn tại trong thời gian đó). Các công quốc này vào năm 1863 đã được hợp nhất  tạo thành một Anhalt thống nhất một lần nữa do sự tuyệt tự của các dòng Köthen và Bernburg. Công quốc mới bao gồm hai phần chủ yếu – Đông và Tây Anhalt, được ngăn cắt bởi sự giao thoa của một phần tỉnh Sachsen của Phổ – và năm vùng đất được bao quanh bởi lãnh thổ Phổ: Alsleben, Mühlingen, Dornburg, Gödnitz và Tilkerode-Abberode. Phần phía đông và phần lớn hơn của công quốc được bao bọc bởi quận Potsdam của Phổ (thuộc tỉnh Brandenburg của Phổ), tỉnh Magdeburg và Merseburg (thuộc tỉnh Sachsen của Phổ). Phần phía tây hoặc phần nhỏ hơn (được gọi là Thượng công quốc hay Ballenstedt) cũng được bao bọc bởi hai quận sau và Công quốc Braunschweig.
Thủ đô của Anhalt (vào thời điểm đó là một quốc gia thống nhất) là Dessau.
Năm 1918, Anhalt trở thành một bang thuộc Cộng hòa Weimar (xem Bang Tự do Anhalt). Sau Thế chiến thứ hai, nó được hợp nhất với các vùng thuộc Phổ của Sachsen để thành lập bang Sachsen-Anhalt mới. Bị giải thể vào năm 1952, bang này được tái lập trước khi thống nhất nước Đức và hiện là một phần của bang Sachsen-Anhalt ở Đức.

#### Cấu tạo
Công quốc, dựa trên luật cơ bản, được tuyên bố vào ngày 17 tháng 9 năm 1859 và sau đó được sửa đổi bởi nhiều sắc lệnh khác nhau, là một chế độ quân chủ lập hiến. Công tước, người được gọi là "Hoàng thân", nắm giữ quyền hành pháp trong khi chia sẻ quyền lập pháp với các lãnh chúa điền trang. Nghị viện (Landtag) bao gồm 36 thành viên, trong đó 2 người được công tước bổ nhiệm, 8 người là đại diện của các địa chủ nộp thuế cao nhất, 2 trong số những thành viên được đánh giá cao nhất của tầng lớp thương mại và sản xuất, 14 đại cử tri khác thị trấn và 10 huyện nông thôn. Các đại diện được chọn trong 6 năm bằng cách bỏ phiếu gián tiếp và phải hoàn thành năm thứ 25. Công tước cai trị thông qua một bộ trưởng nhà nước, người đứng đầu tất cả các bộ ngành - tài chính, nội vụ, giáo dục, thờ cúng công cộng và thống kê.

## Địa lý
Ở phía Tây, vùng đất nhấp nhô và ở cực Tây Nam, nơi tạo thành một phần của vùng cao nguyên Harz, có đỉnh cao Ramberg 579 m. Từ Harz, địa hình dốc nhẹ xuống sông Saale, khu lưu vựa giữa dòng sông này và sông Elbe là đồng bằng màu mỡ. Phía đông của Elbe, địa hình chủ yếu là một đồng bằng cát bằng phẳng, với các rừng thông rộng lớn, xen kẽ với đầm lầy và đồng cỏ phong phú. Sông Elbe là sông chính, giao với phần phía đông của công quốc cũ, từ đông sang tây, và tại Rosslau giao nhau với Mulde. Từ Saale có thể đi về phía bắc qua phía tây của phần phía đông lãnh địa và trở lại, ở bên phải, với Fuhne và, bên trái, Wipper và Bode.
Khí hậu nhìn chung ôn hòa, ít cực đoan hơn ở các vùng cao hơn ở phía tây nam. Diện tích của cựu công quốc là 906 dặm vuông Anh (2.300 km2)  Dân số là 203.354 người vào năm 1871  và 328.007 vào năm 1905. 
Công quốc được chia thành các quận Dessau, Köthen, Zerbst, Bernburg và Ballenstedt với Bernburg là nhiều nhất và Ballenstedt là ít nhất, về mặt dân cư. Bốn thị trấn là Dessau, Bernburg, Köthen và Zerbst, có dân số vượt quá 20.000 người. Cư dân của công quốc cũ, chủ yếu là người thượng lưu Saxon, ngoại trừ khoảng 12.000 người Công giáo La Mã và 1700 người Do Thái, còn lại đều thuộc Nhà thờ Tin lành. Cơ quan quyền lực tối cao của giáo hội là công nghị ở Dessau; trong khi một thượng hội đồng gồm 39 thành viên, được bầu trong 6 năm, tập hợp theo từng giai đoạn để thảo luận về các vấn đề nội bộ liên quan đến tổ chức của Giáo hội Anhalt. Các tín đồ Công giáo La Mã đặt dưới sự chăn dắt của Giám mục Paderborn. 

## Những người cai trị Anhalt, thời Trung cổ
- Esico ?–1059/1060, Bá tước Anhalt đầu tiên [1]
- Otto Giàu có, Bá tước Ballenstedt [1]
- Albrecht Gấu ?–1170 [1]
- Bernard ?–1212 [1]
- Heinrich I 1212–1252 [1]

## Công tước xứ Anhalt, 1863–1918
- Leopold IV 1863–1871 [3]
- Friedrich I 1871–1904 [3]
- Friedrich II 1904–1918 [3]
- Eduard 1918
- Joachim Ernst 1918